# Andinobates
Andinobates là một chi ếch độc có ở Nam Mỹ. Nó chứa các loài trước đây xếp trong chi Dendrobates và năm 2006 đã được chuyển sang chi Ranitomeya. Năm 2011, Twomey, Brown và ctv đã lập ra chi Andinobates cho một nhóm gồm 12 loài Ranitomeya. Các loài ếch thuộc chi Andinobates có thể phân biệt với các loài trong chi chị em với chúng là Ranitomeya về mặt giải phẫu ở chỗ đốt sống 2 và 3 của chúng hợp nhất. Chúng không có hoa văn mắt lưới ở các chi như ở các loài Ranitomeya.
Andinobates sinh sống tại các rừng mưa ở Colombia (các tỉnh Antioquia, Chocó, Santander, Cundinamarca, Caldas, Cauca, Córdoba, Tolima, Valle del Cauca, Quindío, Risaralda), Ecuador (tỉnh Napo) và Panama (các tỉnh Bocas del Toro, Colón, Coclé, Kuna Yala, Veraguas), trong khi Ranitomeya chỉ sống trong lưu vực sông Amazon. Loài điển hình của chi này là Andinobates bombetes.

## Các loài
Andinobates ban đầu chứa 12 loài trước đây xếp trong chi Ranitomeya. Năm 2013 Andinobates cassidyhornae, một loài khác từ vùng Andes thuộc Colombia đã được miêu tả.
- Andinobates abditus (Myers & Daly, 1976)
- Andinobates altobueyensis (Silverstone, 1975)
- Andinobates bombetes (Myers & Daly, 1980)
- Andinobates cassidyhornae Amézquita và ctv., 2013
- Andinobates claudiae (Jungfer, Lötters, & Jörgens, 2000)
- Andinobates daleswansoni (Rueda-Almonacid, Rada, Sánchez-Pacheco, Velásquez-Álvarez, & Quevedo-Gil, 2006)
- Andinobates dorisswansonae (Rueda-Almonacid, Rada, Sánchez-Pacheco, Velásquez-Álvarez, & Quevedo-Gil, 2006)
- Andinobates fulguritus (Silverstone, 1975)
- Andinobates minutus (Shreve, 1935)
- Andinobates opisthomelas (Boulenger, 1899)
- Andinobates tolimensis (Bernal-Bautista, Luna-Mora, Gallego, & Quevedo-Gil, 2007)
- Andinobates viridis (Myers & Daly, 1976)
- Andinobates virolinensis (Ruiz-Carranza & Ramírez-Pinilla, 1992)

## Hình ảnh

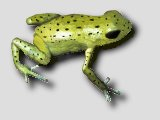
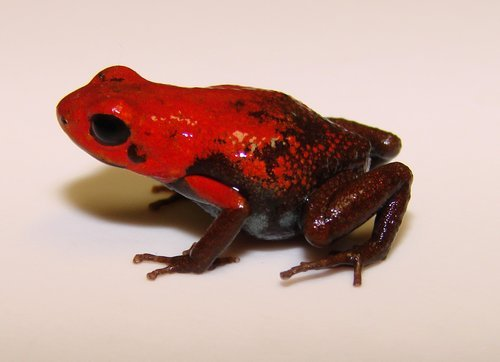